# 3280 Grétry
3280 Grétry è un asteroide della fascia principale. Scoperto nel 1933, presenta un'orbita caratterizzata da un semiasse maggiore pari a 2,5818546 UA e da un'eccentricità di 0,1769100, inclinata di 2,22455° rispetto all'eclittica.